# أرسينيو لوبيز
أرسينيو لوبيز (بالإنجليزية: Arsenio López) هو سباح بورتوريكي وأمريكي، ولد في 3 مايو 1979 في Humacao, Puerto Rico ‏ في الولايات المتحدة.

## روابط خارجية
- أرسينيو لوبيز على موقع الاتحاد الدولي للسباحة (الإنجليزية)
- أرسينيو لوبيز على موقع أوليمبيديا (الإنجليزية)